# Тарасовка (Харьковская область)
Тарасовка (укр. Тарасівка) — село,
Лиговский сельский совет,
Сахновщинский район,
Харьковская область, Украина.
Код КОАТУУ — 6324884004. Население по переписи 2001 года составляет 220 (104/116 м/ж) человек.

## Географическое положение
Село Тарасовка примыкает к селу Червоная Степь и
находится на расстоянии в 4 км от сёл Владимировка и Плисовое (Лозовский район).
Через село проходит автомобильная дорога Т-2109.

## История
- 1850 — дата основания.
- В списках населенных мест Харьковской губернии 1859 года в хуторе Коломейцов (Тарасовка) Змиевского уезда в 4 дворах проживало 22 жителя.

## Экономика
- Молочно-товарная ферма.

## Объекты социальной сферы
- Фельдшерський пункт.

## Достопримечательности
- Братская могила советских воинов. Похоронено 350 воинов.